# Bomben
Bomben er en dansk stum dramafilm fra 1909 produceret af Nordisk Films Kompagni og instrueret af Viggo Larsen.

## Handling
En arbejder, Carl Simonsen, får uretmæssigt en røffel af sin formand. Et skænderi opstår, og Simonsen bliver fyret og ført bort af politiet. Da Simonsen kommer hjem til sin familie, lægger han en plan: Han vil sprænge et skib i luften på skibsværftet. Hustruen skynder sig til lægen for at stoppe Simonsens vanvid, men han er taget på arbejdspladsen, hvor han har brudt ind i rummet, hvor der opbevares dynamit. Simonsen placerer en bombe under det store skibsskrog og skynder sig væk i en båd. 
Tilfældigvis opdager formanden Simonsen og sætter efter ham. Efter en vild kamp, hvor begge falder i vandet, bliver Simonsen overmandet. Politiet kommer, og også Simonsens hustru med lægen. Simonsen er mere død end levende, men hustruen får Simonsen til at fortælle, hvor han har skjult bomben. Formanden skynder sig og får i sidste øjeblik afværget katastrofen. Simonsen udånder i armene på hustruen, efter at have fået at vide, at bomben er demonteret.